# روبين مالمكفيست
روبين مالمكفيست (بالسويدية: Robin Malmkvist)‏ (13 نوفمبر 1987 في السويد - ) هو لاعب كرة قدم سويدي في مركز حراسة المرمى. شارك مع منتخب السويد تحت 21 سنة لكرة القدم. أما مع النوادي، فقد لعب مع ترومسو إيدريتسلاغ ونادي آسيريسكا ونادي هالمستاد ونادي أوسترس.

## روابط خارجية
- روبين مالمكفيست على موقع اتحاد السويد (السويدية)
- روبين مالمكفيست على موقع قاعدة بيانات كرة القدم.إي يو (الإنجليزية)